# Béthanie (Berlin)
Pour les articles homonymes, voir Béthanie (homonymie).
À ne pas confondre avec l'église de Béthanie à Berlin-Weißensee.

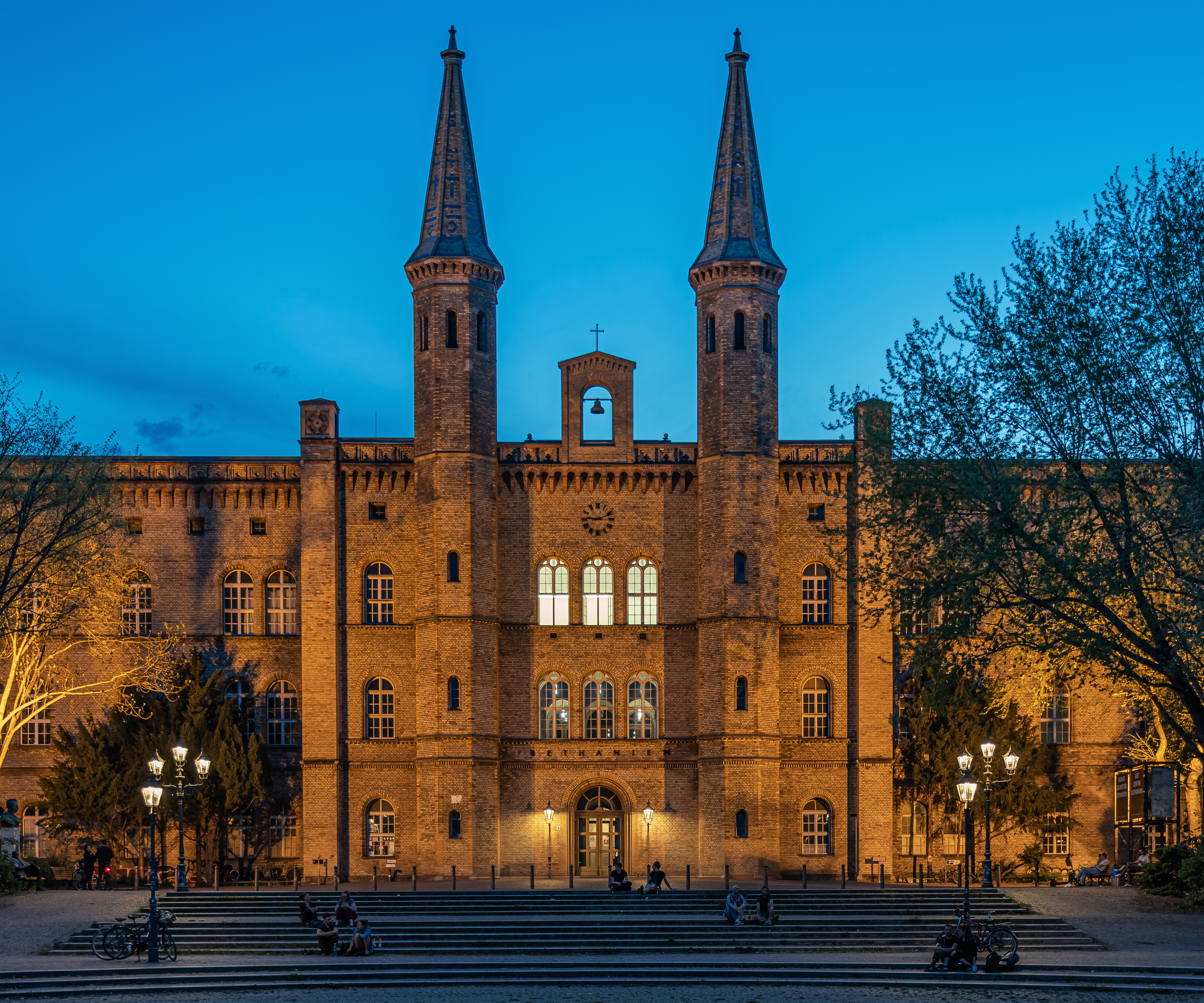
La façade de Béthanie.

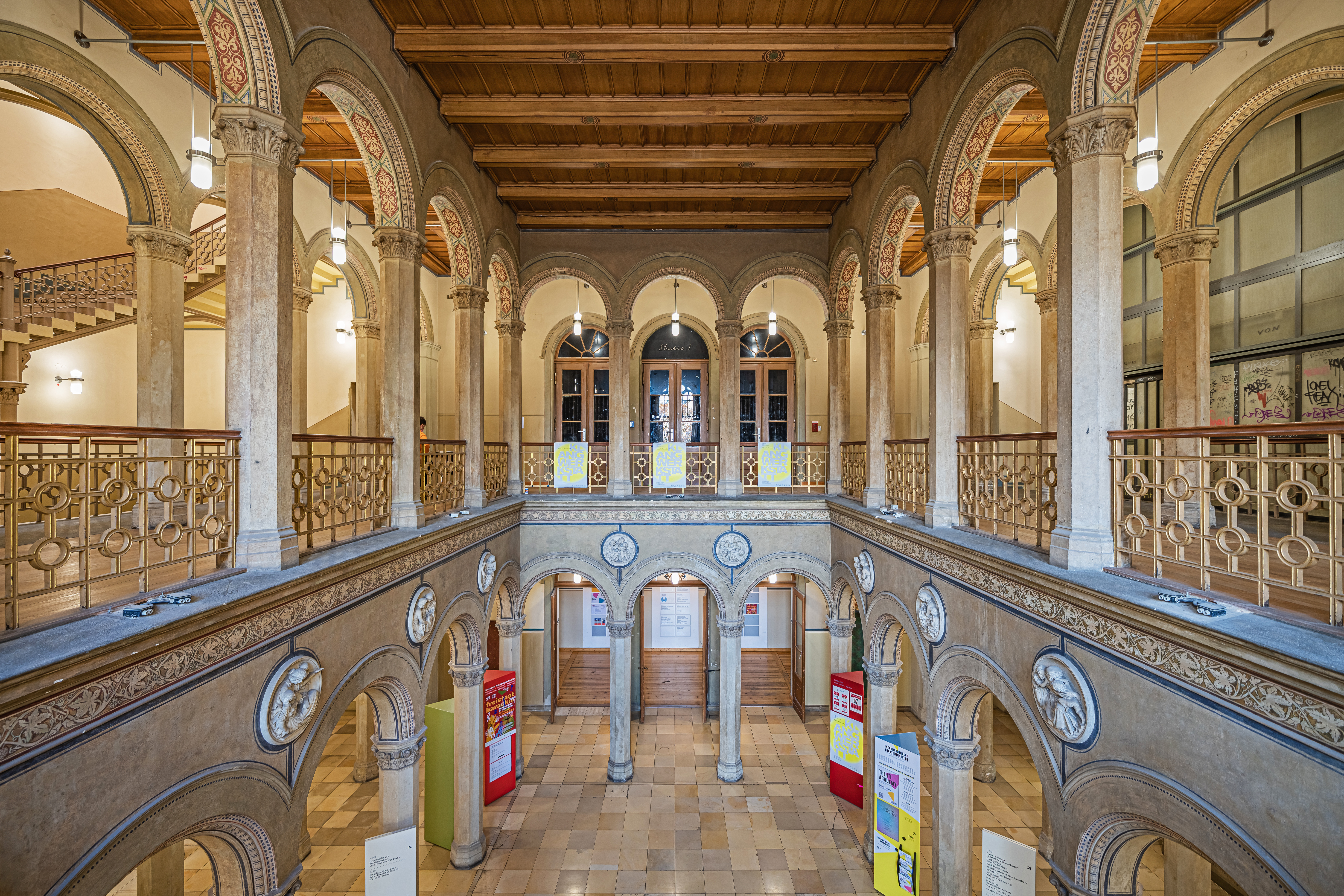
L'intérieur de Béthanie.

Béthanie (Bethanien en allemand) est un édifice sur la Mariannenplatz à Berlin-Kreuzberg qui était de 1845 à 1970 un hôpital de diaconesses et a été depuis lors reconverti en cité d'artistes culturelle et associative.

## Hôpital de diaconesses

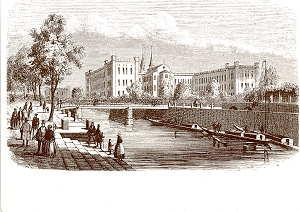
Vue depuis le canal de la Luisenstadt sur le flanc occidental de l'hôpital au XIXe siècle.

Le bâtiment principal de l'hôpital de diaconesse (Diakonissen-Krankenhaus) a été édifié sur le champ de Köpenick (Köpenicker Feld) entre 1845 et 1847. Theodor Stein a dirigé la construction dans un Rundbogenstil (style arc en plein cintre) simple d'après les plans de l'architecte Ludwig Persius. L'architecture du portail d'entrée a été sans doute inspiré par le Palazzo Ducale dans la ville italienne d'Urbino. Dans les décennies qui suivirent, des ailes supplémentaires ont été ajoutés au bâtiment existant pour former un grand complexe hospitalier. Les espaces verts ont été aménagés tout autour par le paysagiste prussien Peter Joseph Lenné.
Pendant la révolution de Mars en 1848 et 1849, l'écrivain Theodor Fontane a travaillé dans l'hôpital en tant que pharmacien. La Pharmacie de Fontane a été préservée au rez-de-chaussée de l'angle nord-est du bâtiment principal.

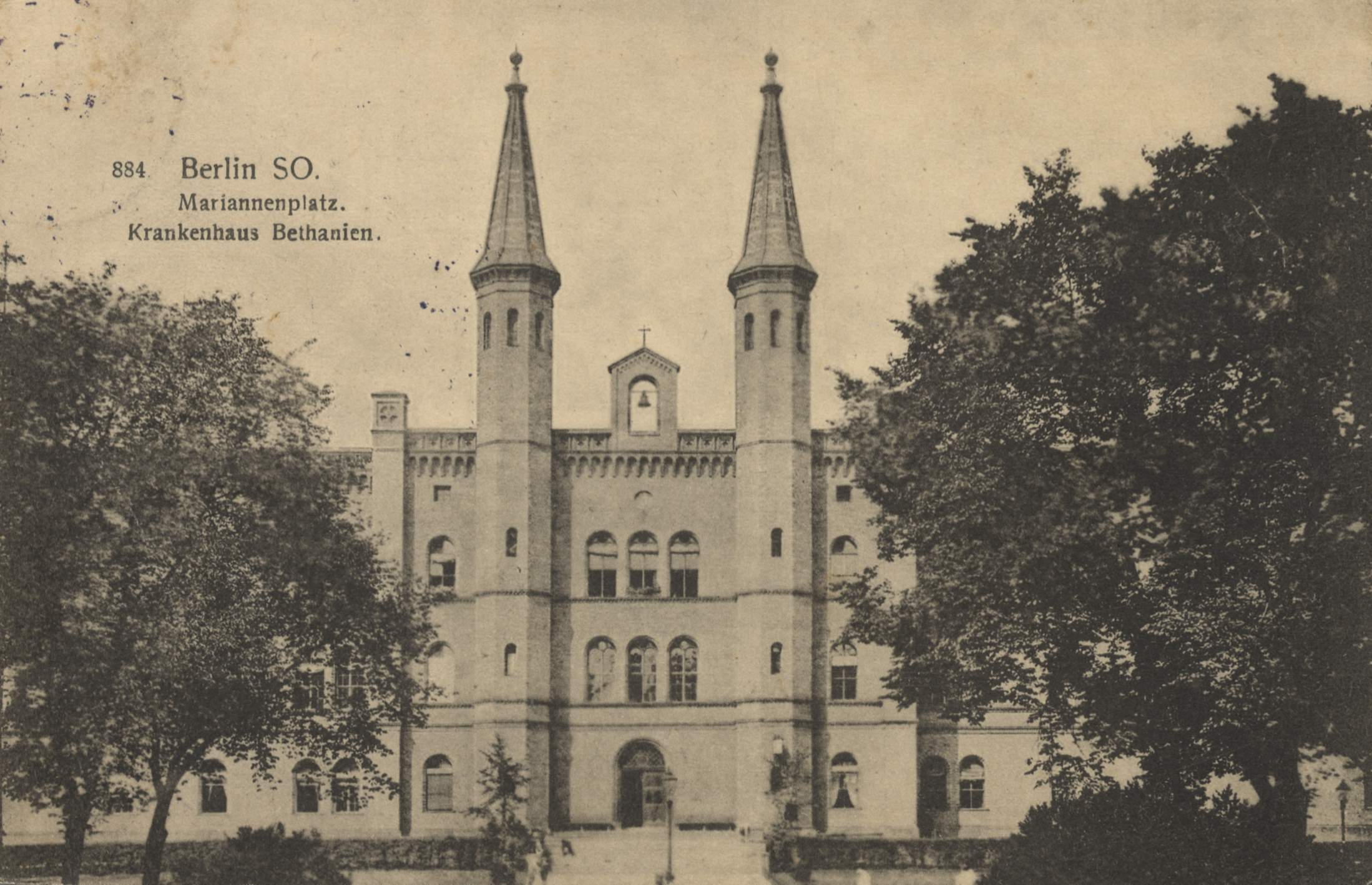
Carte postale de l'hôpital Béthanie vers 1912.

Au cours des années 1929/1930, la société d'architectes de Carl Mohr et Paul Weidner ont réalisé des rénovations et des agrandissements importants au complexe, comme le montre des documents du musée d'architecture de l'Université technique de Berlin

## Fermeture et occupation
L'hôpital a fermé en 1970. Une initiative populaire a empêché la démolition du complexe. Bethanien a été ensuite classé monument historique et a été racheté par le Land de Berlin. Depuis lors, les locaux ont été utilisés par des institutions sociales et des associations diverses.
Bethanien est devenu célèbre en 1971 avec le squat de la Martha-Maria-Haus, un bâtiment annexe de Bethanien. Les occupants ont alors renommés les locaux Georg-von-Rauch-Haus. Alors que le sénat berlinois a autorisé et légalisé l'occupation des lieux, un raid de police a eu lieu le 19 avril 1972. Le groupe de musique Ton Steine Scherben en a fait le thème de leur morceau Rauch-Haus-Song. En 2011, la Georg-von-Rauch-Haus a fêté son 40e anniversaire en tant qu'association à but non lucratif, le Centre des jeunes et de la culture De Kreuzberg (Jugend- und Kulturzentrum Kreuzberg e.V.).

## Maison des artistes
En 1973 le Sénat de Berlin a décidé de consacrer le bâtiment principal à des projets artistiques. Environ 25 différents projets sociaux et culturels utilisent aujourd'hui les locaux, dont l'atelier d'imprimerie de l'association professionnelle d'arts visuels de Berlin (Berufsverbandes Bildender Künstler Berlin), la salle d'exposition de l'Institut culturel de Friedrichshain-Kreuzberg et l'école de musique de Friedrichshain-Kreuzberg.
La Kunsthalle Künstlerhaus Bethanien GmbH qui se trouvait à Bethanien depuis 1973 a déménagé dans la Kohlfurter Straße 41–43 à Kreuzberg. Dans l'aile sud du bâtiment principal se trouve aujourd'hui les projets alternatifs NewYorck im Bethanien, dont un bar organisant des volxküchen. Dans les bâtiments annexes se trouvent l'association Arbeiterwohlfahrt (« Prospérité des travailleurs »), une partie des bureaux du Jugendamt de Kreuzberg, la Pestalozzi-Fröbel-Haus entre autres projets et associations sociales.

### Polémique
Une exposition au Musée des martyrs de la maison des artistes soulève une controverse en 2017 quand le terroriste islamiste Ismaël Omar Mostefaï y est représenté. L'ambassade de France à Berlin a réagi avec « consternation » jugeant « tel parti pris profondément choquant ». L'hôtel de ville de Berlin s'est désolidarisé de cette exposition, assurant qu'elle ne la « soutenait pas » ni ne la finançait.